# Fiserv
Fiserv, Inc. er en amerikansk multinational virksomhed, der leverer finansiel teknologi til den finansielle servicesektor som eksempelvis banker. 
Fiserv blev etableret i 1984 og børsnoteret i 1986. De har foretaget en række virksomhedsopkøb, hvilket inkluderer CheckFree Corporation, M-Com, CashEdge og PCLender.